# São João do Sul
São João do Sul is een gemeente in de Braziliaanse deelstaat Santa Catarina. De gemeente telt 7.174 inwoners (schatting 2009).

## Verkeer en vervoer
De plaats ligt aan de weg SC-450.